# Haakon di Svezia
Haakon il Rosso (Levene, ... – 1079) fu re di Svezia dal 1075 al 1079.

## Biografia
Il suo soprannome deriva dal colore dei suoi capelli. Ascese al potere reale solo dopo che il suo predecessore, re Halsten Stenkilsson, si rifiutò di realizzare sacrifici agli dei nordici. Ai suoi tempi la Svezia si trovò ad essere divisa dalle religioni: gli svedesi pagani e gli svedesi cristiani del Västergötland.
Probabilmente nello stesso periodo di regno di Haakon, c'era un altro re, Anund III il Russo, che governava gli svedesi pagani nella prima metà degli anni 1070, Haakon era re degli svedesi cristiani e Halsten, insieme a suo fratello, Ingold I di Svezia, regnava nel Västergötland.
Poco si conosce della famiglia di Haakon, si presume che sia stato un figlio illegittimo di Stenkil, e che si sposò con la vedova del re pagano Erik VIII di Svezia. In una pietra runica nell'isola di Adelsö, nel lago di Mälaren, è menzionato il suo nome come re di Svezia.